# Florian Leese
Florian Leese (* 18. Juli 1978 in Lauterbach) ist ein deutscher Biologe und Hochschulprofessor. Seit 2015 leitet er die Aquatische Ökosystemforschung an der Universität Duisburg-Essen. Seine Forschungsschwerpunkte im Bereich der molekularen Ökologie bilden die Multiple-Stressor-Forschung, das Biodiversitätsmonitoring anhand von genetischen Methoden, sowie die Populationsgenetik in aquatischen Ökosystemen. Besonders werden hierbei Methoden des DNA-Metabarcodings und des eDNA-Metabarcodings genutzt und weiterentwickelt. Publikationen zu diesen Themen erscheinen regelmäßig in internationalen Fachzeitschriften.
Sein Studium der Biologie und Sportwissenschaften an der Universität Marburg und der Ruhr-Universität Bochum schloss er 2004 mit einer Diplomarbeit am Max-Planck-Institut für Limnologie sowie dem Staatsexamen für die Fächer Biologie und Sport im Jahre 2006 ab. Anschließend folgte eine Promotion am Alfred-Wegener-Institut zum Dr. rer. nat. im Jahr 2008. Von 2007 bis 2015 war er als Postdoktorand und Gruppenleiter am Lehrstuhl für Evolutionsökologie und Biodiversität der Tiere an der Ruhr-Universität Bochum tätig, bis er als Professor an die Universität Duisburg-Essen wechselte. Er war Vorsitzender der EU COST Action DNAqua-Net und ist in zahlreiche nationale und internationale Projekte involviert.  Er ist Chefredakteur der wissenschaftlichen Fachzeitschrift Metabarcoding and Metagenomics. Seit 2022 ist er Dekan der Fakultät für Biologie der Universität Duisburg-Essen und im Vorstand der Water Science Alliance.
Unter anderem ist er Mitglied der Deutschen Gesellschaft für Limnologie, der Deutsche Zoologische Gesellschaft und Träger des Wasser-Ressourcenpreises und des Lehrpreises der Universität Duisburg-Essen.